# Lubogoszcz (jezioro)
Lubogoszcz (Lubygość, kaszb. Jezoro Lëbògòszcz) – dystroficzne jezioro rynnowe w Polsce o powierzchni całkowitej 17,8 ha, położone na północny zachód od Mirachowa w gminie Kartuzy, w powiecie kartuskim (województwo pomorskie), na Pojezierzu Kaszubskim w zespole jezior Potęgowskich. Leży w obrębie Kaszubskiego Parku Krajobrazowego. Jest otoczone utworzonym w 1962 rezerwatem krajobrazowym „Lubygość” o powierzchni 69,37 ha.
Cechą charakterystyczną akwenu jest woda o krwistobrunatnym zabarwieniu, zarówno w jeziorze, jak i dopływającym strumieniu. Mimo tej nietypowej barwy, w jeziorze można się kąpać, choć niedostępne brzegi i spora odległość od najbliższego parkingu powodują, że nie jest to często odwiedzane miejsce. Nieopodal brzegu jeziora znajdują się jaskinie, podobne z wyglądu do Grot Mechowskich.

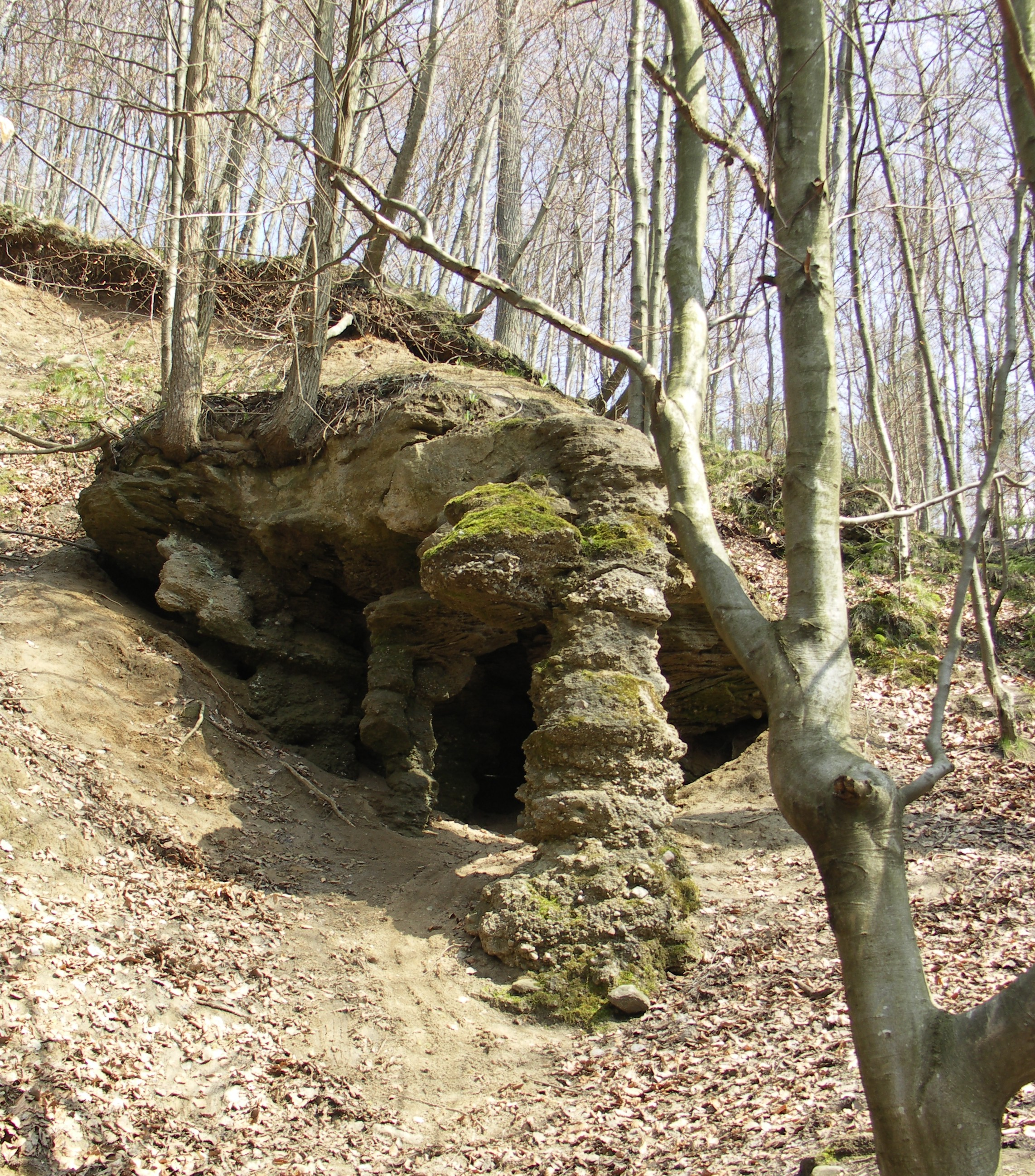
Jaskinia nad jeziorem Lubogoszcz (Lubygość)

Po prawej stronie jeziora, w odległości ok. 3 km od brzegu znajduje się bunkier „Ptasia Wola” i pomnik upamiętniający bohaterskich obrońców nad jeziorem Lubogoszcz.
Pod koniec lata 1943 roku Gestapo nasiliło działania skierowane na rozbicie Tajnej Organizacji Wojskowej Gryf Pomorski. Grupa gestapowców z Janem Kaszubowskim na czele we wrześniu 1943 roku otoczyła część Lasów Mirachowskich w celu likwidacji oddziału Gryfa Pomorskiego, działającego w tych okolicach. Udało im się otoczyć bunkier „Ptasia Wola”, w którym kwaterowało wraz z sąsiednim bunkrem (już nieistniejącym) ok. 20 żołnierzy.
W pobliżu jeziora przebiega turystyczny  Szlak Kaszubski.
Na południe od jeziora, naprzeciwko leśniczówki Mirachowo, znajduje się pomnik przyrody – świerk o wysokości około 27 m, obwodzie 3,5 m i wieku około 200 lat.